# Неґи-Кансанг
Неґи-Кансанг (англ. Nyegyi Kansang) — гора у Південній Азії, в гірській системі східних Гімалаїв, висотою — 7047 м. Розташована на кордоні штату Аруначал-Прадеш (Індія) та Тибету (Китай).

## Географія
Гірська вершина в Ассамських Гімалаях, що у східних Гімалаях, на кордоні південно-західної частини індійського штату Аруначал-Прадеш та південної частини Тибетського автономного району, за 565 км на схід від найвищої вершини Землі — Еверест (8848 м).
Абсолютна висота вершини 7047 метрів над рівнем моря. Відносна висота — 1752 м. За цим показником вершина займає 41-ше місце серед ультра-піків Гімалаїв. Топографічна ізоляція вершини відносно найближчої вищої гори Кангто (7060 м), становить 15,43 км. Найвище сідло вершини, по якому вимірюється її відносна висота — 5295 м.

## Підкорення
23 жовтня 1995 року, п'ять членів індійської експедиції під керівництвом М. П. Ядави здійснили перший офіційний підйом на Неґи-Кансанг через північно-східний хребет.